# منير عيسى شمعون
منير عيسى شمعون (1955 - 28 سبتمبر 2020) هو كاتب وأديب من سوريا، ولد في القامشلي.

## حياته
ولد منير في قرية فطومة لأسرة سريانية الأصل، نزحت مطلع القرن الماضي من الأراضي التركية إلى سوريا، وبقي في مدينته رغم هجرة كثير من أفراد أسرته نحو أوروبا بسبب ظروف الحرب الرهيبة التي تعيشها سوريا، وأصبح في وقت مبكر من حياته أحد النخب الثقافية في مدينة القامشلي التي بقي فيها. له العديد من الإسهامات في المجال الأدبي؛ إذ كتب العديد من الروايات والقصص.

## وفاته
توفي مساء يوم الأحد 27 سبتمبر 2020، في مسقط رأسه بمدينة القامشلي عن عمر ناهز الـ 65 عاما.

## مؤلفاته
لدى منير عيسى شمعون أربعة إصدارات روائية وقصصية، وكان يعد لرواية خامسة بعنوان «موسم القمع» قبل أن يوافيه الأجل قبل طبعها.
وتعد المجموعة القصصية «الأغبياء»، أول إصدارات الأديب الراحل في عام 2015م، ومن ثم مجموعة «الكذابون» القصصية أيضاً في عام 2016م، وكلتاهما تنتميان للأدب الساخر.
كما أصدر شمعون روايتين، الأولى بعنوان «لن أنسى» عام 2018م، والثانية بعنوان «شاعر تسكنه الشياطين» عام 2019م وهي آخر رواية أصدرها شمعون، وكلتاهما عن دار «دلمون الجديد» في دمشق، كما أصدر مجلة أدبية باسم «مزاج» بمساعدة الشاعر السوري علي الكعود في عام 2016م.